# 예수님 눈물교회

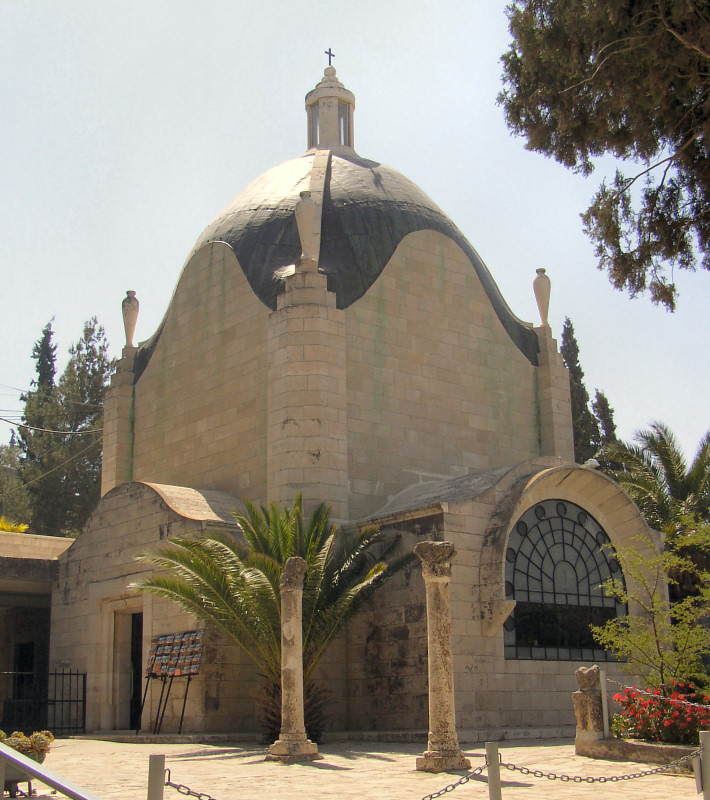

예수님 눈물교회, 주 눈물교회, 간단히 눈물교회(Dominus Flevit Church)는 올리브산에 위치한 로마가톨릭 교회이다.
감람산에서 겟세마네로 내려오는 중간지점에 있는 눈물방울 형태를 지닌 교회로서 6세기경에 비잔틴 양식의 소성당 위에다 1955년에 건축한 프란치스코회 교회이다. 이 교회 중앙에서 똑바로 눈을 들면 예루살렘 전체를 한눈에 바라볼 수가 있다. 예수는 이곳에서 예루살렘을 바라보며 눈물을 흘리면서 그 붕괴를 예언하였다.